# 须芒草
须芒草（学名：Andropogon yunnanensis）为禾本科须芒草属下的一个种。种加词 yunnanensis 意为“云南的”。